# Power Rangers: Beast Morphers
Power Rangers: Beast Morphers é a vigésima sexta e a vigésima sétima temporadas da série de televisão norte-americana de Power Rangers. A primeira temporada estreou na Nickelodeon em 2 de março de 2019, enquanto a segunda temporada estreou em 22 de fevereiro de 2020.
Beast Morphers foi a primeira da série de televisão a ser produzido pelo estúdio de produção Allspark da Hasbro (que mais tarde foi absorvido pela Entertainment One em outubro de 2020), além de ser a primeira na franquia a ter todos os brinquedos fabricados e distribuídos pela Hasbro. Ambas as temporadas foram produzidas usando imagens, figurinos e adereços da trigésima sexta entrada na série japonesa Super Sentai, Tokumei Sentai Go-Busters, que foi ao ar em 2012. Como resultado, Beast Morphers marca a primeira vez que a série americana adaptou uma entrada na série Super Sentai que foi pulada anteriormente. Esta série também serve como uma sequência direta de Power Rangers: RPM.
Beast Morphers foi originalmente para ser produzido pela Saban Brands. Durante a pré-produção, a Hasbro adquiriu a franquia Power Rangers e outros ativos de entretenimento da Saban Brands e esta última empresa posteriormente fechou em 2 de julho de 2018.
No Brasil, a série estreou no Cartoon Network em 15 de julho de 2019. Em 8 de dezembro de 2020, a série é estreou na TV aberta na Loading. Em Portugal, a série estreou pela SIC K em 19 de novembro de 2019.

## Enredo/Sinopse
Num futuro próximo, na cidade de Coral Harbor, uma agência secreta conhecida como a Batalha Força Grid, possui acesso a rede de morfagem universal, combinando uma substância recém-descoberta chamada "Morph-X" (pronuncia-se "Morfex") com DNA animal, para criar a mais nova equipe de Power Rangers Morfagem Feroz (Beast Morphers). Os Rangers devem lutar contra um malévolo vírus de computador conhecido com Evox que quer controlar a fonte de todo o poder Ranger, a Rede de Morfagem universal. 
Apresentando uniformes de couro nunca vistos antes e um novo arsenal (incluindo Zords dinâmicos), os fãs devem se preparar para uma temporada cheia de segredos, surpresas e totalmente morfenomenal.

## Rangers da Grid Battleforce
| Ator / Atriz | Ator / Atriz                                  | Personagem    | Denominação             | DNA de Animal | Beast Bot   |
| ------------ | --------------------------------------------- | ------------- | ----------------------- | ------------- | ----------- |
|              | Rorrie D. Travis                              | Devon Daniels | Beast Morphers Vermelho | Guepardo      | Cruise      |
|              | Jasmeet Baduwalia                             | Ravi Shaw     | Beast Morphers Azul     | Gorila        | Smash       |
|              | Jacqueline Scislowski                         | Zoey Reeves   | Beast Morphers Amarela  | Coelho        | Jax         |
|              | Abraham Rodriguez                             | Nate Silva    | Beast Morphers Dourado  | Louva-Deus    | Steel       |
|              | Jamie Linehan (Beast Bot) Sam Jellie (humano) | Steel Silva   | Beast Morphers Prata    | Escaravelho   | Ele próprio |

## Elenco

### Aliados
- Betty Burke (Kristina Ho): Ela é uma segurança da Batalha Força Grid; irmã de Ben.
- Ben Burke (Cosme Flores): Ele é um segurança da Batalha Força Grid; irmão de Betty.
- Prefeito Adam Daniels (Kevin Copeland): Prefeito de Coral Harbor; pai de Devon. No final da 1ª temporada os dados do Evox ficam na mão do Prefeito permitindo que o vilão o controle na 2ª temporada. No episodio 9, The Evox Snare, Devon separou ele do Evox com a dica da Doutora K.
- Comandante Amanda Shaw (Teuila Blakely): Comandante da Batalha Força Grid. Ela auxilia os Rangers durante a batalha; mãe de Ravi.
- Dr. Walsh (Tim Carlsen): Cientista da Batalha Força Grid.
- Muriel Reeves (Sia Trokenheim): Repórter do Canal 10 de Coral Harbor; mãe de Zoey.
- Cruise (Kelson Henderson): Fera-Bot do Ranger Vermelho que pode se transformar em moto.
- Smash (Charlie McDermott): Fera-Bot do Ranger Azul.
- Jax (Emmett Skilton): Fera-Bot da Ranger Amarela.
- General Burke (Mark Wright): General da Batalha Força Grid; pai de Betty e Ben.
- Doutora K (Olivia Tennet): Durante a uma procura de uma solução para separar o seu pai de Evox, Devon encontra documentos antigos sobre Rangers do passado e acabou encontrando um documento sobre os Rangers de outra dimensão esses Rangers são os da temporada RPM onde ler a historia deles sabendo que eles enfrentaram um virus de computador semelhante ao Evox. Desesperado Devon entra em contato da mentor daquele Rangers, Doutora K que da uma dica de como separar o seu pai de Evox.
- Capitão Chaku (Jack Buchanan e Manu Reynaud): Policial do Espaço que é da Galaxia G5 que perseguiu Ryjack por ser o ultimo membro de uma gangue espacial, quando chegou no planeta terra foi confundido com Ryjack pelos Rangers e acabou ficando numa cela na Grid Battleforce. Quando os Rangers se encontraram com o verdadeiro Ryjack eles perceberam o erro eles o soltaram da cela permitindo que ele ajude na batalha. Este personagem foi uma adaptação do Gavan Type G, personagem sucessor do Gavan original que atua nos filmes de Space Squad, que fez sucesso no Brasil, série que teve o nome adaptado para Space Cop.

#### Rangers Veteranos
| Ator / Atriz | Ator / Atriz        | Personagem         | Denominação             |
| ------------ | ------------------- | ------------------ | ----------------------- |
|              | Austin St. John     | Jason Lee Scott    | Mighty Morphin Vermelho |
|              | Dan Musgrove (voz)  | Conner McKnight    | Dino Trovão Verrmelho   |
|              | Brennan Mejia       | Tyler Navarro      | Dino Charge Vermelho    |
|              | Michael Taber (voz) | Riley Griffin      | Dino Charge Verde       |
|              | James Davies        | Chase Randall      | Dino Charge Preto       |
|              | Dublê               | Zack Taylor        | Mighty Morphin Preto    |
|              | Yoshi Sudarso       | Koda               | Dino Charge Azul        |
|              | Dublê               | Ethan James        | Dino Trovão Azul        |
|              | Dublê               | Billy Cranston     | Mighty Morphin Azul     |
|              | Davi Santos         | Sir Ivan de Zandar | Dino Charge Dourado     |
|              | Dublê               | Kira Ford          | Dino Trovão Amarela     |
|              | Dublê               | Aisha Campbell     | Mighty Morphin Amarela  |
|              | Camille Hyde (voz)  | Shelby Watkins     | Dino Charge Rosa        |
|              | Dublê               | Kimberly Hart      | Mighty Morphin Rosa     |

### Vilões
- Evox/Venjix (Randall Ewing, Kirk Thornton e Kevin Copeland): Vilão Principal; vírus de computador, preso na cyber-dimensão por Nate (Informação não verídica), que quer dominar a Rede de Morfagem. No final da 1ª temporada o vilão fica em forma de dados na mão do Prefeito que permite que ele controle o corpo do Pai de Devon na 2ª temporada. No episodio 9 ele foi separado do Prefeito pelo Devon. No episódio 19 é revelado seu passado, revelando ser uma parcela do vírus Venjix (antagonista de Power Rangers RPM) que, acidentalmente foi trazido por Nate em sua infância, enquanto o mesmo misturava o morfador RPM com o Morph X e o DNA da Cobra.
- Tronicos: Capangas de Evox que servem como distração para os Rangers.
  - Gigatronicos: São versão Gigantes dos Tronicos que servem de distração para alguns Rangers.
- Scrozzle (Campbell Cooley): General, cientista e inventor que ajuda Evox a fazer os Robotrons.
- Vargoyle (Jamie Linehan): Criado pelo Scrozzle e General de Evox. Vargoyle retorna no episodio 9 ajudando Ryjack a traficar Morph-x para Evox.
- Ryjack (TBA): Alien criminoso que trafica Morph-X para Evox com ajuda dos Vivix, Bonecos de Massa e Triptoids
- Vivix: soldados de Sledge que ajudam o Ryjack traficar Morph-X.
- Bonecos de Massa: soldados de Rita Repulsa e Lord Zed que ajudam o Ryjack traficar Morph-X.
- Triptoids: soldados de Zeltrax que ajudam o Ryjack traficar Morph-X.

#### Vilões Passado
- Goldar Maximus (Adrian Smith): Vilão do Mighty Morphin
- Sledge (Adam Gardiner): Vilões do Dino Charge
- Poisandra (Jackie Clarke): Vilões do Dino Charge
- Fury (Paul Harrop): Vilões do Dino Charge
- Wrench e Curio (Estevez Gillespie): Vilões do Dino Charge
- Snide (Campbell Cooley): Vilões do Dino Charge

#### Rangers de Evox
| Ator / Atriz  | Personagem       | Denominação  | Denominação |
| ------------- | ---------------- | ------------ | ----------- |
| Colby Strong  | Cybervilão Blaze | Avatar Blaze |             |
| Colby Strong  | Cybervilão Blaze | Robô Blaze   |             |
| Liana Ramirez | Cybervilã Roxy   | Avatar Roxy  |             |
| Liana Ramirez | Cybervilã Roxy   | Robô Roxy    |             |

## Zords
| Zord | Zord               |
| ---- | ------------------ |
|      | Beast Racer Zord   |
|      | Beast Wheeler Zord |
|      | Beast Chopper Zord |
|      | Beast Wrecker Zord |
|      | Beast Jet Zord     |
|      | Beast-X King Zord  |

## Megazords
| Megazord               | Zords                                                                                         |
| ---------------------- | --------------------------------------------------------------------------------------------- |
| Megazord Fera-X        | Beast Racer Zord, Beast Wheeler Zord, Beast Chopper Zord                                      |
| Megazord De Ataque     | Beast Wrecker Zord e Beast Jet Zord                                                           |
| Fera-X Ultrazord       | Beast Racer Zord, Beast Wheeler Zord, Beast Chopper Zord, Beast Wrecker Zord, Beast Jet Zord  |
| Beast-X King Megazord  | Beast-X King Zord, Beast Wheeler Zord e Beast Chopper Zord                                    |
| Beast-X King Ultrazord | Beast-X King Zord, Beast Wheeler Zord, Beast Chopper Zord, Beast Wrecker Zord, Beast Jet Zord |

## Arsenal
- Morfador Fera-X: Dispositivo de transformação dos Rangers Vermelho, Azul e Amarela.
  - Chaves Morph-X: São 3 chaves que permitem os Rangers Vermelho, Azul e Amarela acessarem seus morfadores.
- Sabre Fera-X: Sabre dos Rangers que usam durante a batalha.
- Desintegrador Fera-X: São detonadores que os Rangers usam em batalha.
  - Canhão Fera-X: É a combinação de Beast-X Saber e Beast-X Blaster que quando disparada causa danos maiores nos inimigos.
- Fera Desintegrador da Cheetah: Detonador, que somente o Ranger Vermelho pode usar no Megazord.
- Morfador Fera-X Evox: Dispositivo de transformação dos Avatares Blaze e Roxy.
- Wristcom: É um relógio que serve como comunicação entre os Rangers.
- Morfador Striker: Dispositivo de transformação dos Rangers Dourado e Prata que também servem de detonador durante as batalhas
- Sabre Striker: São sabres dos Rangers Dourado e Prata que também servem como volante dos seus zords.
- Garras de Cheetah: São Garras Do Ranger Vermelho usadas junto com a Armadura Fúria Vermelha.
- Fúria Vermelha: É a armadura que o Ranger Vermelho usa em batalha.
- Modo Fera-X : São Armaduras dos Rangers Vermelho, Azul e Amarela que usam em batalha.
  - Beast-X Visor: É um visor que se acopla ao Morfador dos Rangers. Serve pra acessar o Beast-X Mode.
- Morfador Fera-X King: Morfador utilizado para Convocar o Beast-X King Zord e ativar o Arco Fera-X King.
- Arco Fera-X King: Arco Utilizado pelos Rangers Durante a batalha.
- Ultra Desintegrador Fera-X: Detonador que Dispara Lasers criado por Nate para ser utilizado em batalha pelo Ranger Vermelho.
- Beast-X Spin Saber: Uma espada muito fácil de se manusear em batalha, ele pode ricochetear projeteis dos inimigos.

## Episódios

### Parte 1(2019)
| Nº do episódio | Titulo Original         | Titulo em Português                            | Data de Exibição |
| -------------- | ----------------------- | ---------------------------------------------- | --- |
| 01             | Beasts Unleashed        | Feras à Solta Os Novos Power Rangers           | 2 de março de 2019 15 de julho de 2019 Cartoon Nertwork 7 de dezembro de 2020 Loading (pré-estreia, TV aberta) 8 de dezembro de 2020 Loading 19 de novembro de 2019 |
| 02             | Evox's Revenge          | A Vingança de Evox                             | 9 de março de 2019 22 de julho de 2019 Cartoon Nertwork 9 de dezembro de 2020 Loading 19 de novembro de 2019                                                        |
| 03             | End of the Road         | Fim da Estrada O Fim da Estrada                | 16 de março de 2019 29 de julho de 2019 Cartoon Nertwork 10 de dezembro de 2020 Loading 20 de novembro de 2019                                                      |
| 04             | Digital Deception       | Trapaça Digital Engano Digital                 | 30 de março de 2019 5 de agosto de 2019 Cartoon Nertwork 11 de dezembro de 2020 Loading 21 de novembro de 2019                                                      |
| 05             | Taking Care of Business | Tratando de Negócios Um Trabalho Ultra-Secreto | 6 de abril de 2019 12 de agosto de 2019 Cartoon Nertwork 14 de dezembro de 2020 Loading 22 de novembro de 2019                                                      |
| 06             | Hangar Heist            | Roubo no Hangar O Ataque ao Hangar             | 13 de abril de 2019 19 de agosto de 2019 Cartoon Nertwork 15 de dezembro de 2020 Loading 25 de novembro de 2019                                                     |
| 07             | A Friend Indeed         | Um Amigo de Fato Verdadeiros Amigos            | 20 de abril de 2019 26 de agosto de 2019 Cartoon Nertwork 16 de dezembro de 2020 Loading 26 de novembro de 2019                                                     |
| 08             | The Cybergate Opens     | O Cyberportal se Abre O Ciberportão            | 27 de abril de 2019 2 de Setembro de 2019 Cartoon Nertwork 17 de dezembro de 2020 Loading 27 de novembro de 2019                                                    |
| 09             | Silver Sacrifice        | Sacrificio Prateado O Sacrifício do Steel      | 14 de setembro de 2019 9 de setembro de 2019 Cartoon Nertwork 18 de dezembro de 2020 Loading 28 de novembro de 2019                                                 |
| 10             | Thrills and Drills      | Perfuração e Emoção Medos Superados            | 21 de setembro de 2019 16 de setembro de 2019 Cartoon Nertwork 21 de dezembro de 2020 Loading 29 de novembro de 2019                                                |
| 11             | Tools of the Betrayed   | Ferramenta dos Traidos Mentiras entre Amigos   | 28 de setembro de 2019 7 de julho de 2019 23 de setembro de 2019 Cartoon Nertwork 22 de dezembro de 2020 Loading 2 de dezembro de 2019                              |
| 12             | Real Steel              | Verdadeiro Steel Uma Amizade Verdadeira        | 5 de outubro de 2019 14 de julho de 2019 30 de setembro de 2019 Cartoon Nertwork 23 de dezembro de 2020 Loading 3 de dezembro de 2019                               |
| 13             | Tuba Triumph            | O Triunfo da Tuba Um Desafio Musical           | 12 de outubro de 2019 21 de julho de 2019 7 de Outubro de 2019 Cartoon Nertwork 24 de dezembro de 2020 Loading 4 de dezembro de 2019                                |
| 14             | Sound and Fury          | Som e Fúria O Som da Fúria                     | 26 de outubro de 2019 28 de julho de 2019 14 de outubro de 2019 Cartoon Nertwork 11 de janeiro de 2021 Loading 5 de dezembro de 2019                                |
| 15             | Seeing Red              | Visão Vermelha Uma Mudança para Pior           | 2 de novembro 2019 4 de agosto de 2019 26 de outubro de 2019 Cartoon Nertwork 25 de dezembro de 2020 Loading 6 de dezembro de 2019                                  |
| 16             | Gorilla Art             | Arte de Gorila Uma Arte Bem Escondida          | 9 de novembro 2019 18 de agosto de 2019 28 de outubro de 2019 Cartoon Nertwork 13 de janeiro de 2021 Loading 9 de dezembro de 2019                                  |
| 17             | Ranger Reveal           | Revelação dos Rangers A Revelação Ranger       | 16 de novembro 2019 1 de Setembro de 2019 4 de novembro de 2019 Cartoon Nertwork 14 de janeiro de 2021 Loading 10 de dezembro de 2019                               |
| 18             | Rewriting History       | Reescrevendo a História Memórias Perdidas      | 23 de novembro 2019 8 de Setembro de 2019 11 de novembro de 2019 Cartoon Nertwork 15 de janeiro de 2021 Loading 11 de dezembro de 2019                              |
| 19             | Target: Tower           | Alvo: Torre Alvo: A Torre                      | 30 de novembro 2019 15 de Setembro de 2019 18 de novembro de 2019 Cartoon Nertwork 18 de janeiro de 2021 Loading 12 de dezembro de 2019                             |
| 20             | Evox: Upgraded          | Evox: Atualizado Um Evox Melhorado             | 7 de dezembro 2019 22 de Setembro de 2019 25 de novembro de 2019 Cartoon Nertwork 19 de janeiro de 2021 Loading 13 de dezembro de 2019                              |
| Especial 1     | Hypnotic Halloween      | Halloween Hipnotico Um Halloween Hipnótico     | 19 de outubro de 2019 21 de outubro de 2019 Cartoon Nertwork 20 de janeiro de 2021 Loading 16 de dezembro de 2019                                                   |
| Especial 2     | Scrozzle's Revenge      | A Vingança de Scrozzle A Vingança do Scrozzle  | 14 de dezembro de 2019 2 de dezembro de 2019 Cartoon Nertwork 21 de janeiro de 2021 Loading 17 de dezembro de 2019                                                  |

### Parte 2(2020)
| Nº do episódio | Titulo Original        | Titulo em Português   | Data de Exibição                                                                                |
| -------------- | ---------------------- | --------------------- | ----------------------------------------------------------------------------------------------- |
| 01             | Believe It or Not      | Acredite ou Não       | 22 de fevereiro de 2020 6 de novembro de 2020 Cartoon Network Netflix 2021                      |
| 02             | Save Our Shores        | Salve as Enseadas     | 29 de fevereiro de 2020 13 de novembro de 2020 Cartoon Network                                  |
| 03             | Game On!               | Nocaute               | 7 de março de 2020 20 de novembro de 2020 Cartoon Network                                       |
| 04             | Artist Anonymous       | Artista Anônimo       | 14 de março de 2020 27 de novembro de 2020 Cartoon Network                                      |
| 05             | Cruisin' For A Bruisin | Tudo para dar errado  | 28 de março de 2020 4 de dezembro de 2020 Cartoon Network                                       |
| 06             | The Blame Game         | O Jogo da Culpa       | 4 de abril de 2020 11 de dezembro de 2020 Cartoon Network                                       |
| 07             | Beast King Rampage     | A Fúria do Rei Fera   | 11 de abril de 2020 Netflix 2021 29 de janeiro de 2021 Cartoon Network                          |
| 08             | Secret Struggle        | Problema Secreto      | 25 de abril de 2020 Netflix 2021                                                                |
| 09             | The Evox Snare         | Uma armadilha do Evox | 19 de setembro de 2020 Netflix 2021 19 de fevereiro de 2021 Cartoon Network 11 de junho de 2020 |
| 10             | Intruder Alert!        | Alerta de Intruso!    | 26 de setembro de 2020 Netflix 2021 26 de fevereiro de 2021 Cartoon Network 12 de junho de 2020 |
| 11             | The Greater Good       | O bem maior           | 3 de outubro de 2020 Netflix 2021 5 de março de 2021 Cartoon Network 15 de junho de 2020        |
| 12             | Finders Keepers        | Achado não é roubado  | 10 de outubro de 2020 Netflix 2021 16 de junho de 2020                                          |
| 13             | Grid Connection        | Conexão Grid          | 2020 Netflix 2021 19 de março de 2021 Cartoon Network (repetitivo) 18 de junho de 2020          |
| 14             | Golden Opportunity     | Oportunidade de Ouro  | 2020 Netflix 2021 26 de março de 2021 Cartoon Network (repetitivo) 19 de junho de 2020          |
| 15             | Goin' Ape              | Fúria primata         | 2020 Netflix 2021 28 de maio de 2021 Cartoon Network 22 de junho de 2020                        |
| 16             | The Silva Switch       | A troca Silva         | 2020 Netflix 2021 4 de junho de 2021 Cartoon Network 23 de junho de 2020                        |
| 17             | Fossil Frenzy          | Frenezi do fóssil     | 2020 Netflix 2021 30 de abril de 2021 Cartoon Network 24 de junho de 2020                       |
| 18             | Crunch Time            | Momento crítico       | 2020 Netflix 2021 18 de junho de 2021 Cartoon Network 25 de junho de 2020                       |
| 19             | Source Code            | Código fonte          | 2020 Netflix 2021 25 de junho de 2021 Cartoon Network 26 de junho de 2020                       |
| 20             | Evox Unleashed         | Evox livre            | 2020 Netflix 2021 24 de julho de 2021 Cartoon Network 29 de junho de 2020                       |
| Especial 1     | Boxed In               | Presos no ringue      | 18 de abril de 2020 Netflix 2021 12 de janeiro de 2021 Cartoon Network                          |
| Especial 2     | Making Bad             | Fazendo o mal         | 2020 Netflix 2021 17 de junho de 2020                                                           |

## Produção
No dia 12 de fevereiro de 2018, a Saban Brands anunciava a renovação de sua parceria com a Nickelodeon por mais três anos, além de Power Rangers Super Ninja Steel, eles seguem com a empresa até 2021. Ainda em fevereiro, no dia 15, em uma declaração conjunta, foi anunciado que a Saban Brands não iria renovar com a Bandai, para licenciamento de brinquedos. A licença atual expira em 1 de abril de 2019 e acaba com a parceria de 25 anos, desde 1993, com Mighty Morphin Power Rangers. No dia seguinte, em 16 de fevereiro de 2018 na New York Toy Fair De 2018, a Hasbro anunciou que tinha adquirido a licença de brinquedos da Saban Brands, e revelou uma nova logo para a franquia Power Rangers, além de mencionar que seu contrato com a Saban Brands inclui uma opção para negociar a compra da franquia em algum momento posterior, caso queiram. No dia 17 de fevereiro de 2018, na New York Toy Fair, a Hasbro anunciou que seus brinquedos começariam a ser anunciados em abril de 2019, e que o Super Sentai a ser adaptado seria Tokumei Sentai Go-Busters, a primeira temporada com novo logotipo (depois de 22 anos quando a temporada Zeo foi publicada), Power Rangers Beast Morphers.
Posteriormente a isto, a Hasbro anunciou a compra de várias marcas da Saban Brands, inclusive a marca Power Rangers, a partir de junho de 2018 todos os direitos de produção e licenciamentos da marca pertencem a Hasbro, inclusive as produções televisivas, cinematográficas, editoriais, etc.
A partir de 2020, uma nova linha de figuras de ação baseadas na segunda fase de Power Rangers Morfagem Feroz (como é traduzido por aqui), não terá a marca da Saban acima do logotipo da franquia, assim como houve na Era Disney. Significa que a empresa que criou a franquia, não se envolverá mais nas temporadas seguintes. Pois como foi dito acima, todos os direitos de produção e licenciamentos da marca pertencem à Hasbro.